# Unione Sportiva Grosseto Football Club 2008-2009
Questa voce raccoglie le informazioni riguardanti l'Unione Sportiva Grosseto Football Club nelle competizioni ufficiali della stagione 2008-2009.

## Stagione
Per la nuova stagione di Serie B 2008-2009, la seconda nella storia per il Grosseto, viene nominato allenatore della squadra Elio Gustinetti. Vengono acquistati diversi giocatori di esperienza. La squadra biancorossa parte bene vincendo tre delle prime quattro partite, rispettivamente contro Pisa (1-2), Piacenza (3-0), e Parma (1-0). Il 18 ottobre 2008 dopo nove giornate la squadra toscana si porta in testa alla classifica, grazie al tennistico successo interno sulla Salernitana (6-2), con 18 punti appaiata all'Empoli.
Il 15 febbraio 2009 dopo due sconfitte di fila, interna (1-2) contro il Sassuolo ed esterna contro il Parma (4-0), Elio Gustinetti viene esonerato. Gli subentra il tecnico Ezio Rossi. Il 25 marzo 2009, in seguito alla sconfitta (1-0) subita contro il Treviso, Ezio Rossi viene esonerato e al suo posto viene richiamato Elio Gustinetti. Il 30 maggio 2009, con la vittoria interna sul Frosinone (2-0), grazie alla doppietta di Nicolás Córdova, il Grosseto si qualifica matematicamente per i Play-off validi per la promozione in Serie A.
Nella semifinale di andata vinta contro il Livorno (2-0), i maremmani riescono a imporsi grazie alle reti di Freddi e Abruzzese, entrambe su calcio d'angolo. Nel match di ritorno invece, la squadra perde (4-1), restando in sette uomini contro undici a causa di quattro espulsioni.

## Rosa
| N. |                      | Ruolo | Calciatore                |
| -- | -------------------- | ----- | ------------------------- |
| 1  | Italia (bandiera)    | P     | Paolo Acerbis             |
| 3  | Italia (bandiera)    | D     | Mirko Barbagli            |
| 3  | Ungheria (bandiera)  | D     | Csaba Csizmadia           |
| 4  | Australia (bandiera) | C     | Carl Valeri               |
| 5  | Italia (bandiera)    | D     | Gianluca Freddi           |
| 6  | Italia (bandiera)    | D     | Mariano Stendardo         |
| 7  | Italia (bandiera)    | C     | Leandro Vitiello          |
| 8  | Italia (bandiera)    | C     | Flavio Lazzari            |
| 9  | Italia (bandiera)    | A     | Marco Sansovini           |
| 10 | Italia (bandiera)    | C     | Luigi Consonni (capitano) |
| 11 | Austria (bandiera)   | A     | Thomas Pichlmann          |
| 12 | Italia (bandiera)    | P     | Alessandro Caparco        |
| 13 | Italia (bandiera)    | D     | Duccio Innocenti          |
| 16 | Italia (bandiera)    | P     | Ciro Polito               |
| 17 | Italia (bandiera)    | P     | Andrea Pinzan             |
| 18 | Cile (bandiera)      | C     | Nicolas Cordova           |
| 19 | Italia (bandiera)    | D     | Agostino Garofalo         |
| 20 | Italia (bandiera)    | C     | Andrea Gessa              |
| 21 | Italia (bandiera)    | D     | Giuseppe Abruzzese        |
| 22 | Italia (bandiera)    | P     | Eros Corradini            |

| N. |                    | Ruolo | Calciatore           |
| -- | ------------------ | ----- | -------------------- |
| 23 | Italia (bandiera)  | A     | Marco Carparelli     |
| 25 | Italia (bandiera)  | D     | Sandro Porchia       |
| 26 | Italia (bandiera)  | D     | Natale Gonnella      |
| 26 | Italia (bandiera)  | C     | Andrea Capone        |
| 28 | Italia (bandiera)  | A     | Lorenzo Dal Rio      |
| 29 | Italia (bandiera)  | A     | Alessandro Pellicori |
| 31 | Italia (bandiera)  | A     | Michele Marconi      |
| 33 | Italia (bandiera)  | D     | Nicola Mora          |
| 38 | Italia (bandiera)  | D     | Daniele Federici     |
| 39 | Italia (bandiera)  | C     | Gianpietro Zecchin   |
| 39 | Francia (bandiera) | A     | Robert Maah          |
| 77 | Italia (bandiera)  | C     | Massimo Bonanni      |
| 88 | Italia (bandiera)  | C     | Daniele Suppa        |
| 89 | Italia (bandiera)  | A     | Gianluca Scardini    |
| 89 | Italia (bandiera)  | C     | Emanuele De Paolis   |
| 90 | Italia (bandiera)  | D     | Salvatore Moring     |
| 90 | Italia (bandiera)  | C     | Marco Viviano        |
| 91 | Italia (bandiera)  | C     | Francesco Laezza     |
| 99 | Italia (bandiera)  | A     | Ferdinando Sforzini  |

### Staff tecnico
| Allenatore:              | Elio Gustinetti  |
| Allenatore in seconda:   | Filippo Masolini |
| Preparatore atletico:    | Andrea Bellini   |
| Allenatore dei portieri: | Alessandro Nista |

## Calciomercato

### Sessione estiva(dall'1/7 all'31/8)
| Arrivi | Arrivi              | Arrivi      | Arrivi                           |
| R.     | Nome                | da          | Modalità                         |
| ------ | ------------------- | ----------- | -------------------------------- |
| P      | Paolo Acerbis       | AlbinoLeffe | definitivo                       |
| P      | Eros Corradini      | Parma       | definitivo                       |
| P      | Alessandro Caparco  | Ivrea       | definitivo                       |
| D      | Mariano Stendardo   | Genoa       | prestito con diritto di riscatto |
| D      | Gianluca Freddi     | Roma        | riscatto compartecipazione       |
| D      | Nicola Mora         |             | svincolato                       |
| D      | Sandro Porchia      | Rimini      | definitivo                       |
| D      | Daniele Federici    | Inter       | comproprietà                     |
| C      | Nicolás Córdova     |             | svincolato                       |
| C      | Flavio Lazzari      | Udinese     | prestito                         |
| C      | Leandro Vitiello    | Ascoli      | comproprietà                     |
| A      | Marco Sansovini     | Pescara     | fine prestito                    |
| A      | Lorenzo Dal Rio     | Crotone     | fine prestito                    |
| A      | Ferdinando Sforzini | Udinese     | prestito                         |

| Partenze | Partenze           | Partenze      | Partenze                         |
| R.       | Nome               | a             | Modalità                         |
| -------- | ------------------ | ------------- | -------------------------------- |
| P        | Walter Bressan     | Sassuolo      | definitivo                       |
| D        | Mirko Barbagli     | Perugia       | prestito                         |
| D        | Michele Mignani    |               | svincolato                       |
| D        | Pablo Pallante     | Cerro         | fine prestito                    |
| D        | Emilio Dierna      | Sangiovannese | definitivo                       |
| C        | Attila Filkor      | Inter         | fine prestito                    |
| C        | Matteo Fasciani    | Arezzo        | fine prestito                    |
| C        | Andrea Lazzari     | Atalanta      | fine prestito                    |
| C        | Alessandro Moro    | Treviso       | fine prestito                    |
| C        | Valerio Virga      | Roma          | fine prestito                    |
| C        | Gianpietro Zecchin | Ravenna       | prestito con diritto di riscatto |
| A        | Stefano Dall'Acqua | Treviso       | fine prestito                    |
| A        | Tomas Danilevičius | Livorno       | fine prestito                    |
| A        | Paulinho           | Livorno       | fine prestito                    |
| A        | Mattia Graffiedi   | Triestina     | fine prestito                    |
| A        | Lorenzo Dal Rio    | Lumezzane     | prestito                         |

### Sessione invernale(dal 3/1 al 31/1)
| Arrivi | Arrivi               | Arrivi      | Arrivi     |
| R.     | Nome                 | da          | Modalità   |
| ------ | -------------------- | ----------- | ---------- |
| P      | Ciro Polito          | Catania     | prestito   |
| D      | Csaba Csizmadia      | Mattersburg | definitivo |
| C      | Andrea Capone        | Vicenza     | definitivo |
| C      | Massimo Bonanni      | Sampdoria   | prestito   |
| A      | Michele Marconi      | Atalanta    | prestito   |
| A      | Alessandro Pellicori | Avellino    | prestito   |
| A      | Robert Maah          | Pro Sesto   | definitivo |

| Partenze | Partenze            | Partenze   | Partenze                         |
| R.       | Nome                | a          | Modalità                         |
| -------- | ------------------- | ---------- | -------------------------------- |
| P        | Andrea Pinzan       | Sassuolo   | prestito                         |
| P        | Paolo Acerbis       | Catania    | prestito con diritto di riscatto |
| D        | Duccio Innocenti    | Vicenza    | prestito                         |
| A        | Marco Carparelli    | Cittadella | prestito                         |
| A        | Ferdinando Sforzini | Udinese    | fine prestito                    |

## Risultati

### Campionato

#### Girone di andata
| Arbitro: | Ciampi (Roma) |

|                |           |                         |
| C. Colombo 30’ | Marcatori | 69’ Pichlmann 74’ Gessa |

| Arbitro: | Calvarese (Teramo) |

|                                |           |  |
| Pichlmann 42’, 53’ Córdova 88’ | Marcatori |  |

| Arbitro: | Candussio (Cervignano del Friuli) |

|                                                            |           |  |
| Noselli 19’ Salvetti 27’ (rig.) Zampagna 47’ Andreolli 89’ | Marcatori |  |

| Arbitro: | Marelli (Como) |

|                |           |  |
| A. Lazzari 16’ | Marcatori |  |

| Arbitro: | Scoditti (Bologna) |

|                                  |           |                         |
| Di Cecco 48’ Mesbah 90+7’ (rig.) | Marcatori | 38’ Sforzini 73’ Valeri |

| Grosseto 27 settembre 2008, ore 15:30 CEST 6ª giornata | Livorno             | 0 – 0 referto | Grosseto | Stadio Armando Picchi (7.769 spett.)\| Arbitro: \| Gervasoni (Mantova) \| |
| Arbitro:                                               | Gervasoni (Mantova) |               |          |                                                                           |

| Arbitro: | Brighi (Cesena) |

|                                     |           |                                    |
| Sansovini 48’ (rig.) Carparelli 83’ | Marcatori | 27’ (aut.) L. Vitiello 64’ Ruopolo |

| Arbitro: | Damato (Barletta) |

|  |           |                                  |
|  | Marcatori | 13’ (rig.), 80’ (rig.) Sansovini |

| Arbitro: | De Marco (Chiavari) |

|                                                                  |           |                           |
| Sansovini 23’, 29’ Freddi 38’ Córdova 52’ Pichlmann 68’ Mora 88’ | Marcatori | 16’ Di Napoli 20’ Ciarcià |

| Arbitro: | Gava (Conegliano) |

|                      |           |                 |
| Caputo 13’, 55’, 65’ | Marcatori | 48’ L. Vitiello |

| Arbitro: | C. Russo (Nola) |

|                                                     |           |             |
| Sforzini 10’ Garofalo 22’ Córdova 25’ Pichlmann 75’ | Marcatori | 18’ Musetti |

| Arbitro: | Morganti (Ascoli Piceno) |

|                          |           |                |
| Locatelli 14’ Godeas 69’ | Marcatori | 78’ Carparelli |

| Arbitro: | Tommasi (Bassano del Grappa) |

|                             |           |                 |
| Sansovini 47’ Abruzzese 77’ | Marcatori | 42’ P. Oliveira |

| Arbitro: | Bergonzi (Genova) |

|              |           |               |
| Vannucchi 5’ | Marcatori | 17’ Sansovini |

| Arbitro: | Peruzzo (Schio) |

|              |           |  |
| Sforzini 82’ | Marcatori |  |

| Arbitro: | Valeri (Roma) |

|                                                             |           |  |
| Sgrigna 22’ Bjelanović 24’, 52’ Raimondi 28’ Bernardini 43’ | Marcatori |  |

| Arbitro: | Tozzi (Lido di Ostia) |

|               |           |                  |
| Sansovini 68’ | Marcatori | 45+2’ Meggiorini |

| Arbitro: | Girardi (San Donà di Piave) |

|                |           |                                  |
| Carparelli 17’ | Marcatori | 39’, 51’ Vantaggiato 49’ Docente |

| Arbitro: | Pierpaoli (Firenze) |

|                   |           |  |
| A. Caracciolo 33’ | Marcatori |  |

| Arbitro: | Ciampi (Roma) |

|                          |           |            |
| Pellicori 57’ Freddi 60’ | Marcatori | 12’ Turati |

| Arbitro: | Brighi (Cesena) |

|                            |           |  |
| Cavalli 10’ Di Roberto 84’ | Marcatori |  |

#### Girone di ritorno
| Arbitro: | Calvarese (Teramo) |

|                                                    |           |              |
| Pellicori 38’ Córdova 40’ Pichlmann 85’ (rig.) 88’ | Marcatori | 18’ Genevier |

| Arbitro: | Tommasi (Bassano del Grappa) |

|              |           |                                               |
| Riccio 2’ 8’ | Marcatori | 7’ (aut.) Cassano 81’ Pichlmann 84’ Sansovini |

| Arbitro: | Mazzoleni (Bergamo) |

|             |           |              |
| Bonanni 56’ | Marcatori | 29’ 74’ Poli |

| Arbitro: | Damato (Barletta) |

|                                   |           |  |
| Vantaggiato 5’, 85’ León 41’, 52’ | Marcatori |  |

| Arbitro: | Tozzi (Lido di Ostia) |

|                                        |           |                   |
| Sansovini 28’ Pichlmann 31’ Freddi 35’ | Marcatori | 75’, 86’ Sforzini |

| Arbitro: | Rosetti (Torino) |

|                                    |           |                                      |
| Perticone 28’ (aut.) Abruzzese 25’ | Marcatori | 42’ Diamanti 52’ Tavano 69’ Bergvold |

| Arbitro: | Ciampi (Roma) |

|                                           |           |            |
| Ruopolo 24’, 49’ Carobbio 34’ Madonna 84’ | Marcatori | 59’ Capone |

| Arbitro: | Marelli (Como) |

|               |           |  |
| Pellicori 71’ | Marcatori |  |

| Arbitro: | Tommasi (Bassano del Grappa) |

|                          |           |  |
| Scarpa 51’ Di Napoli 80’ | Marcatori |  |

| Arbitro: | Rizzoli (Bologna) |

|                      |           |             |
| Sansovini 81’ (rig.) | Marcatori | 31’ Kutuzov |

| Arbitro: | N. Stefanini (Prato) |

|          |           |  |
| Smit 48’ | Marcatori |  |

| Arbitro: | Brighi (Cesena) |

|               |           |             |
| Sansovini 41’ | Marcatori | 59’ Šedivec |

| Arbitro: | Pierpaoli (Firenze) |

|             |           |              |
| Troiano 71’ | Marcatori | 31’ Federici |

| Arbitro: | Gervasoni (Mantova) |

|                            |           |                      |
| Federici 57’ Pichlmann 77’ | Marcatori | 44’ Flachi 92’ Pozzi |

| Arbitro: | Ayroldi (Molfetta) |

|                                |           |                                           |
| Della Rocca 26’ Allegretti 88’ | Marcatori | 45’ Sansovini 74’ Pellicori 89’ Pichlmann |

| Arbitro: | Tozzi (Lido di Ostia) |

|                           |           |                |
| Bonanni 47’ Sansovini 67’ | Marcatori | 90’ Forestieri |

| Arbitro: | Candussio (Cervignano del Friuli) |

|  |           |                                      |
|  | Marcatori | 65’ (rig.) Sansovini 74’ L. Vitiello |

| Arbitro: | Ayroldi (Molfetta) |

|                |           |  |
| Pagano 6’, 86’ | Marcatori |  |

| Arbitro: | Saccani (Mantova) |

|                       |           |                |
| Mora 4’ Pichlmann 43’ | Marcatori | 78’ Possanzini |

| Arbitro: | Tagliavento (Terni) |

|                  |           |             |
| Mastronunzio 62’ | Marcatori | 17’ Córdova |

| Arbitro: | C. Russo (Nola) |

|                  |           |              |
| Córdova 39’, 82’ | Marcatori | 50’ Scarlato |

### Play off
| Arbitro: | Orsato (Schio) |

|                          |           |  |
| Freddi 68’ Abruzzese 85’ | Marcatori |  |

| Arbitro: | Celi (Campobasso) |

|                                                      |           |               |
| Tavano 25’ (rig.) Danilevičius 45’, 60’ Diamanti 51’ | Marcatori | 32’ Sansovini |

### Coppa Italia
| Arbitro: | Valeri (Roma) |

|                                           |           |                            |
| Sansovini 2’ Sforzini 12’, 73’ Mora 90+3’ | Marcatori | 31’ Tarantino 82’ Schetter |

| Arbitro: | C. Russo (Nola) |

|                                                 |           |  |
| Corradi 44’ (rig.) Hallfreðsson 52’ Barillà 58’ | Marcatori |  |